# Hořovičky
Hořovičky (auparavant : Německé Hořovice ; en allemand : Deutsch Horschowitz) est une commune du district de Rakovník, dans la région de Bohême-Centrale, en République tchèque. Sa population s'élevait à 489 habitants en 2020.

## Géographie
Hořovičky se trouve à 8 km à l'est-sud-est de Kryry, à 19 km au nord-est de Rakovník et à 66 km au nord-est de Prague.
La commune est limitée par Blšany au nord, par Děkov, Hořesedly et Kolešovice à l'est, par Oráčov et Jesenice au sud, et par Petrohrad, Kolešov et Kryry à l'ouest.

## Histoire
La première mention écrite de la localité date de 1392.

## Administration
La commune se compose de quatre quartiers :
- Hořovičky
- Bukov
- Hokov
- Vrbice